# Hieronim Adam Lubomirski
Hieronim Adam Lubomirski (ur. 1844, zm. 1905) – polski książę

## Życiorys
Syn Adama (Hieronima Karola) Lubomirskiego (1812 – 1873) i matki Karoliny Eweliny Ponińskiej (1822 -1890.
Po śmierci ojca, odziedziczył dobra rozwadowskie w Charzewicach, stając się ich pierwszym oficjalnym ordynatem. Powiększał i rozwijał posiadany majątek. Wybudował w Rzeczycy Długiej m.in. nowoczesny tartak parowy celem bardziej ekonomicznego wykorzystania ogromnych zasobów leśnych, młyn, cegielnię mieszczącą się na terenie Musikowa, dworską kuźnię oraz okazałą karczmę „wjezdną".
Przebudował i odnowił pałac w Charzewicach. W 1868 kupił majątek w Bakończycach, i z żoną  już częściej zamieszkiwali w bakończyckim dworze, niż w Charzewicach, wybrawszy Bakończyce na swoją letnią rezydencję. Tu też urodził się w 1882 ich syn Jerzy. W folwarku, nie było jednak odpowiednich warunków mieszkalnych, podjął więc decyzję o wybudowaniu pałacu. Pałac został wybudowany w latach 1885 - 1887, wg. projektu architekta krakowskiego Maksymiliana Nitscha. W czasie budowy pałacu, Lubomirscy zamieszkiwali w Rożubowicach, należących wówczas do jego matki. Rezydencję otaczał, założony, siedmiohektarowy park ze stawem, nieopodal zamku funkcjonował folwark znany w Polsce z hodowli koni, oraz browar. Z powodu braku środków finansowych, pałac nigdy nie został doprowadzony do stanu zgodnego z zamierzeniami właściciela.
Mimo wysokiej pozycji społecznej, z racji pochodzenia, nie nawiązywał znaczących kontaktów towarzyskich ze swoją klasą społeczną, starając się raczej znaleźć aprobatę wśród chłopstwa. Na jego zachowanie, wpływ miało zapewne wrodzone kalectwo. Nazywany był ''kulawym księciem''.
W 1875 ożenił się z niemajętną panną, Felicją Zofią Markiewicz h. Łabędź (1848 - 1930) pracującą w charzewickim dworze.
Zmarł w Wiedniu. Został pochowany w krypcie klasztoru franciszkanów w Rozwadowie.
W 1905, właścicielką Bakończyc i majątku w  Miżyńcu, wraz z gruntami o powierzchni ok. 4370 ha, ustanowił  córkę Karolinę. Majątek w Charzewicach otrzymał syn Jerzy.